# Arca de la Ginebrosa
L'Arca de la Ginebrosa, o Dolmen de Caladroer I, o també del Còrrec de la Pedra Dreta, és un dolmen del terme comunal de Bellestar, a la comarca de la Fenolleda, però en el sector del seu territori que correspon a l'antic terme rossellonès de Caladroer, antigament pertanyent a Millars, a la Catalunya del Nord.
Està situat quasi 900 metres a l'est, i una mica al nord-est, del poble de Caladroer, a la vora d'un camp de conreu gros, a la separació amb un de més petit situat al costat nord. És a 250 metres al sud-oest de la Pedra Dreta. Per damunt seu passen unes línies d'alta tensió.
Fou documentat per primera vegada per Joseph Jaubert de Réart en un article a Le Publicateur, de Perpinyà, que ja el cita com a vestigis d'un dolmen sobre suports de granit a poques passes del menhir de la Pedra Dreta. Els estudiosos posteriors parlen sempre de restes o vestigis d'un dolmen, fins que Lluís Pericot el cita el 1950 com a molt destruït. Abélanet el 1981 el dona per desaparegut, com un altre petit dolmen proper. Fou destruït a començaments del segle XXI durant unes feines agrícoles.